# كينيث يونغ (ملحن)
كينيث يونغ (بالإنجليزية: Kenneth Young)‏ هو موزع وملحن نيوزلندي، ولد في 11 نوفمبر 1955 في إنفركارجل في نيوزيلندا.